# Eriesthis semihirta
Eriesthis semihirta är en skalbaggsart som beskrevs av Hermann Burmeister 1844. Eriesthis semihirta ingår i släktet Eriesthis och familjen Melolonthidae. Inga underarter finns listade i Catalogue of Life.